# جوپولو

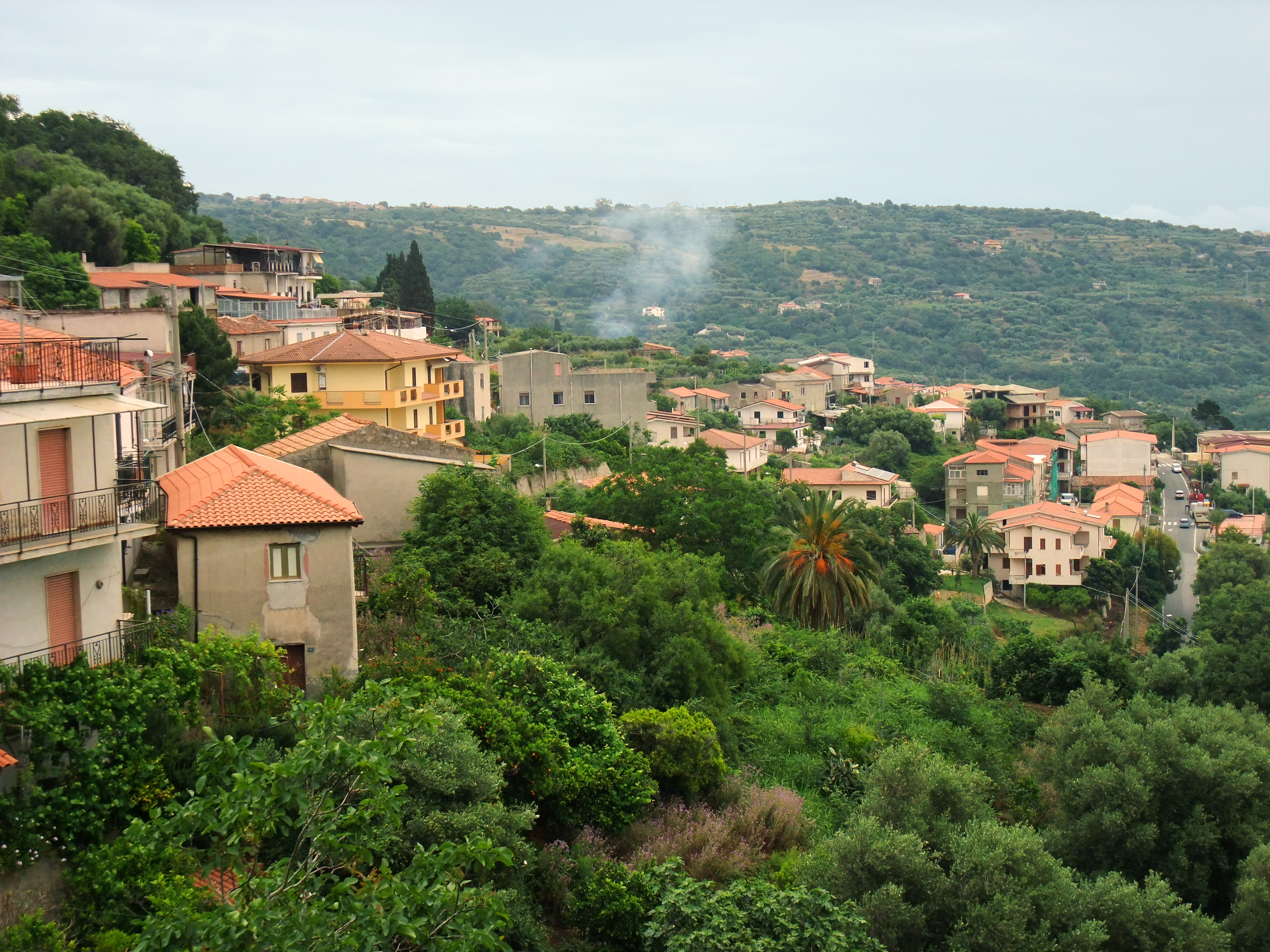
تصویری از استان ویبو‌ والنتیا

جوپولو (به ایتالیایی: Joppolo) یک کومونه در ایتالیا است که در استان ویبو والنتیا واقع شده‌است.

## خصوصیات
جوپولو ۱۵٫۳ کیلومترمربع مساحت و ۲٬۱۴۰ نفر جمعیت دارد.

## پیوند به بیرون

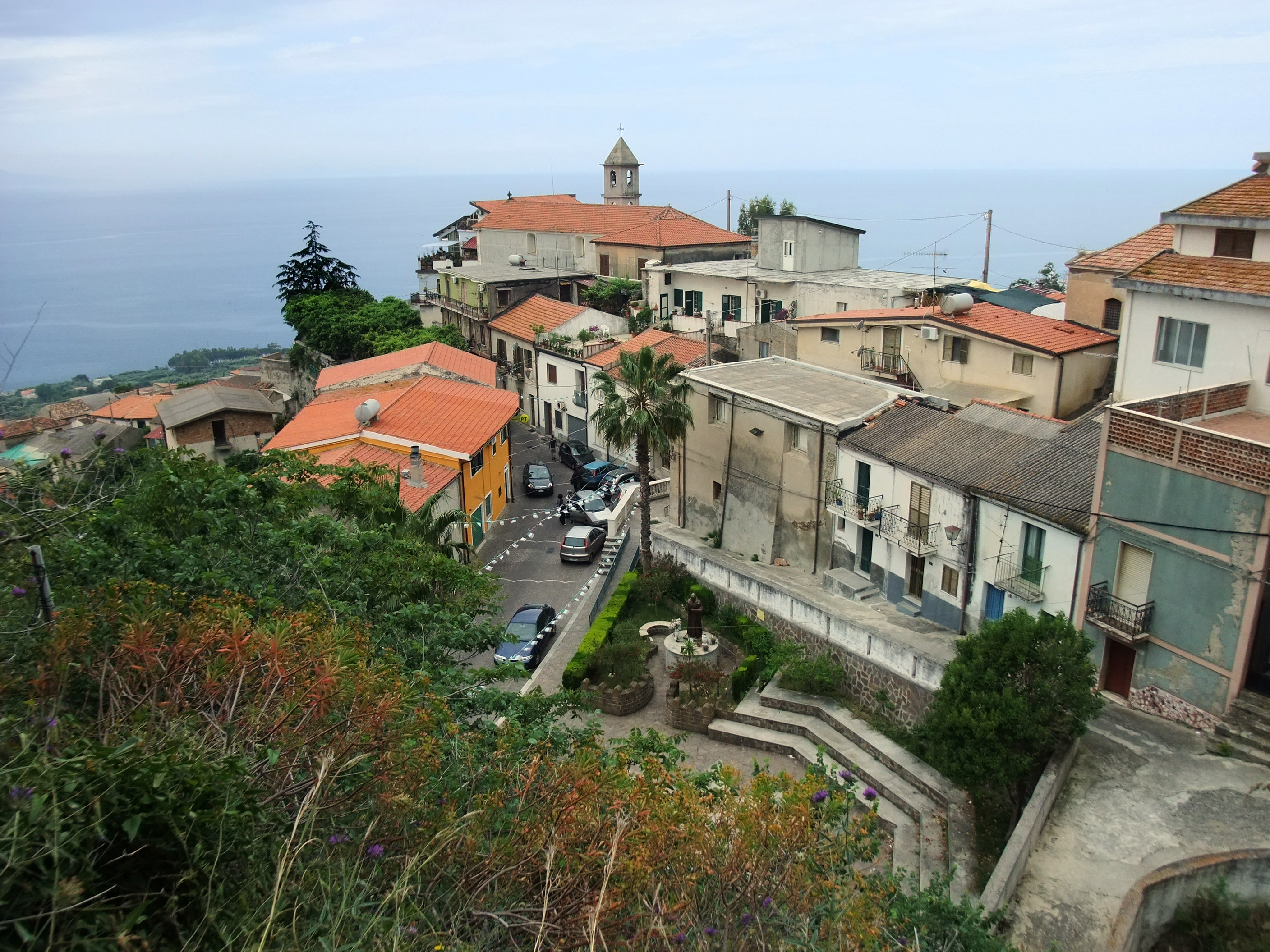
نمایی از جوپولو